# Perizoma bronnoensis
Perizoma bronnoensis är en fjärilsart som beskrevs av Embrik Strand 1920. Perizoma bronnoensis ingår i släktet Perizoma och familjen mätare. Inga underarter finns listade i Catalogue of Life.